# 君の云う通り
君の云う通り（kiminoiutoori）は、PhilHarmoUniQueのベーシストでもある今泉慎也が2012年の春に一人で結成したバンドである。

## 概要
- 2012年4月23日PhilHarmoUniQueのベース今泉慎也が立ち上げたバンド
- 2012年9月3日shibuya O-WESTにて初ライブ

## メンバー
今泉慎也（いまいずみ しんや）　ボーカル、ギター、ベース、打ち込み　
- 1983年1月26日生まれ O型
- 愛知県名古屋市出身
- 主な使用機材 ： 不明
- 好きなアーティスト ： 尾崎豊、チャップリン など
- 趣味 ： マンガ、映画鑑賞
- 好きな食べ物 ： カレー

 五郎川陸快 （ごろうかわ たかよし）　ボーカル、ギター
- 1982年5月24日生まれ A型
- 福井県出身
- 主な使用機材 ： 不明
- 好きなアーティスト ： 美空ひばり、カート・コバーン など
- 趣味 ： カメラ、ジョギング、バスケット
- 好きな食べ物 ： 甘いもの（アイスクリームなど）

## 経歴
- 2012年4月23日自身のTwitterにて結成を発表し、楽曲の無料配信を開始。
- 2012年9月3日shibuya O-WESTにて初ライブ　この日のライブは五郎川陸快との二人でのアコースティックライブであった。

## ソンググラフィー
| 配信開始日     | タイトル           |
| -------------- | ------------------ |
| 2012年4月23日  | Kid                |
| 2012年5月19日  | 答えあわせ         |
| 2012年6月14日  | まぼろし           |
| 2012年6月23日  | smile march        |
| 2012年7月4日   | ネガ               |
| 2012年7月7日   | Hello,I Love You   |
| 2012年7月20日  | sick sick sick     |
| 2012年9月12日  | ゆりかご           |
| 2012年11月15日 | ニーチ             |
| 2012年12月27日 | 何も言わない       |
| 2013年1月23日  | I 〜アイ〜         |
| 2013年5月23日  | デイトモア・モーレ |